# Zweitfrau (Band)
Zweitfrau ist eine 2004 gegründete österreichische Pop-Rock/Deutschrock-Band aus Wien.

## Geschichte

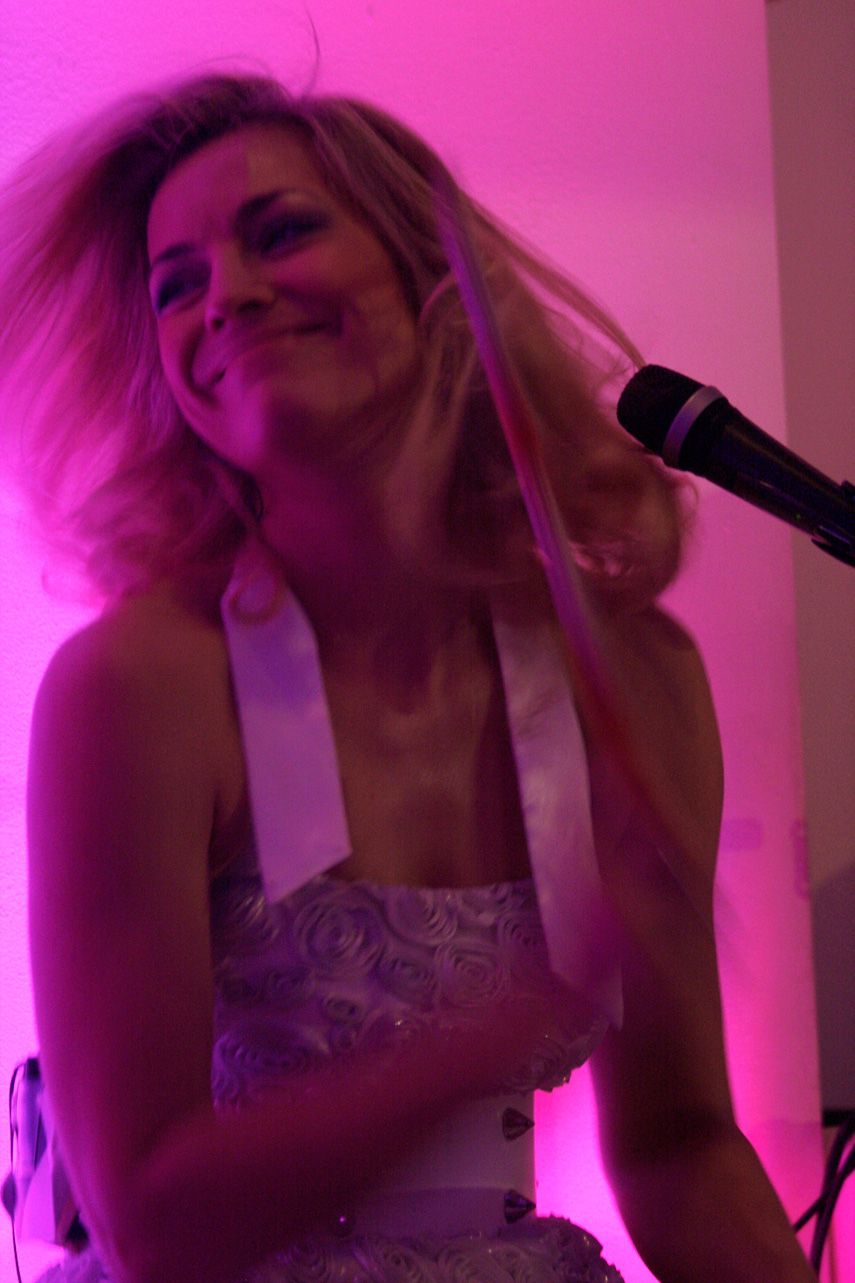
Diana Lueger

Mitte 2004 formierte sich die Band in Wien mit Martin Pauser und Lex Machat um die Leadsängerin Diana Lueger, die schon zuvor, auch als Schlagzeugerin, für verschiedene Bands und Musikprojekte tätig war, darunter Samsas Traum, Pogo und Tosca.
Ein halbes Jahr später erschien die erste Veröffentlichung der Band (in Österreich und Deutschland) auf dem NDW-Sampler Rio Reiser: Familienalbum, Band 2 (edel). 2005 nahm Zweitfrau mit ihrem Song Schnitt am Protestsongcontest-Vorfinale teil. Im Sommer 2005 war die Gruppe mit diesem Song und mit Vielleichter zum ersten Mal im Radio zu hören. Beide gelangten zwar noch nicht in die Verkaufshitparaden, erreichten aber in den Ö3-Hörercharts die Top 40 der beliebtesten Songs.
Nach einer einjährigen Pause veröffentlichte die Band die Single Alles dreht sich, die Anfang 2007 Platz 29 der österreichischen Verkaufs- sowie die Top 10 der österreichischen und die Top 30 der deutschen Airplaycharts erreichte. Es folgte eine Nominierung als Newcomer des Jahres 2007 bei den Amadeus Austrian Music Awards.
Ende 2007 wurde die Single Intensiv veröffentlicht, die in der ersten Woche auf Platz 45 der österreichischen Charts ein- und bis auf den 20. Platz aufstieg. Für das Musikvideo zur Single wurde Zweitfrau im Jänner 2008 mit einem Austrian Newcomer Award ausgezeichnet. Im April 2008 war die Band in der neu eingeführten Kategorie Bester Download des Jahres zum zweiten Mal für einen Amadeus-Award nominiert. Am 18. Mai 2008 spielte Zweitfrau bei der Eröffnung des 16. Life Balls am Wiener Rathausplatz.
Am 8. Mai 2009 erschien die EP Erinner Dich mit zwei neuen Songs und zwei Remixen davon, danach die Single Wellenreiter. Am 5. Februar 2010 präsentierte die Band mit Date Me ihr drittes Album, darauf folgte die Singleauskopplung Clubkultur.

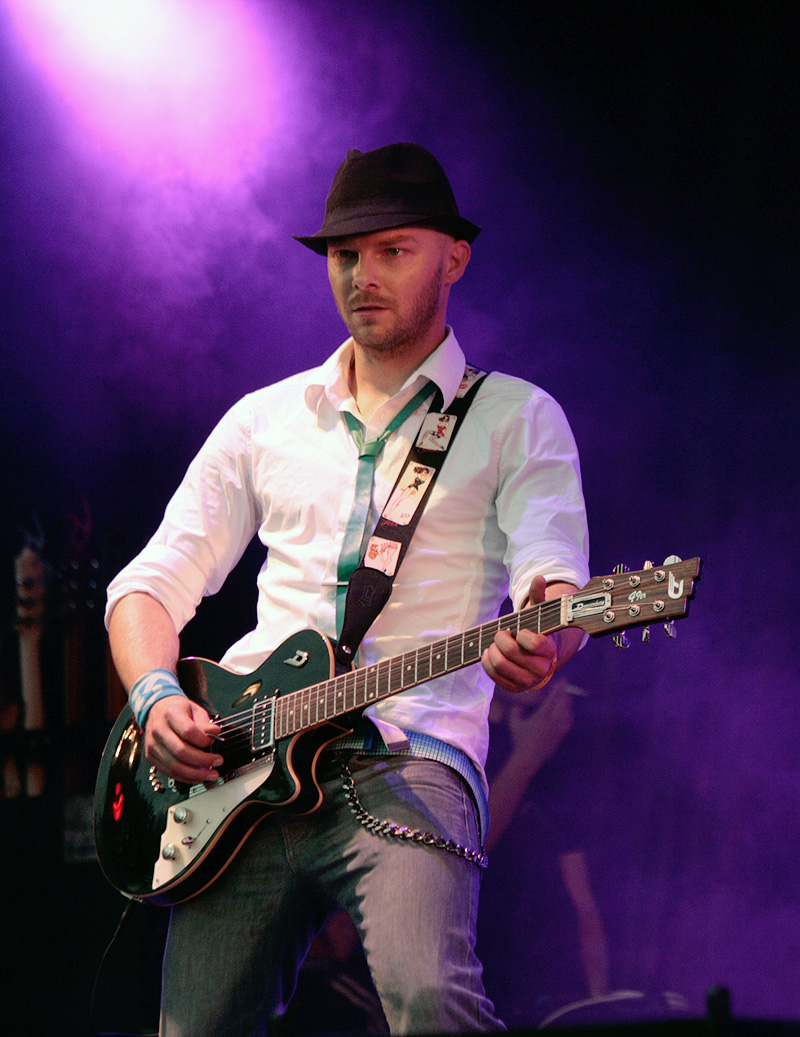
Martin Pauser
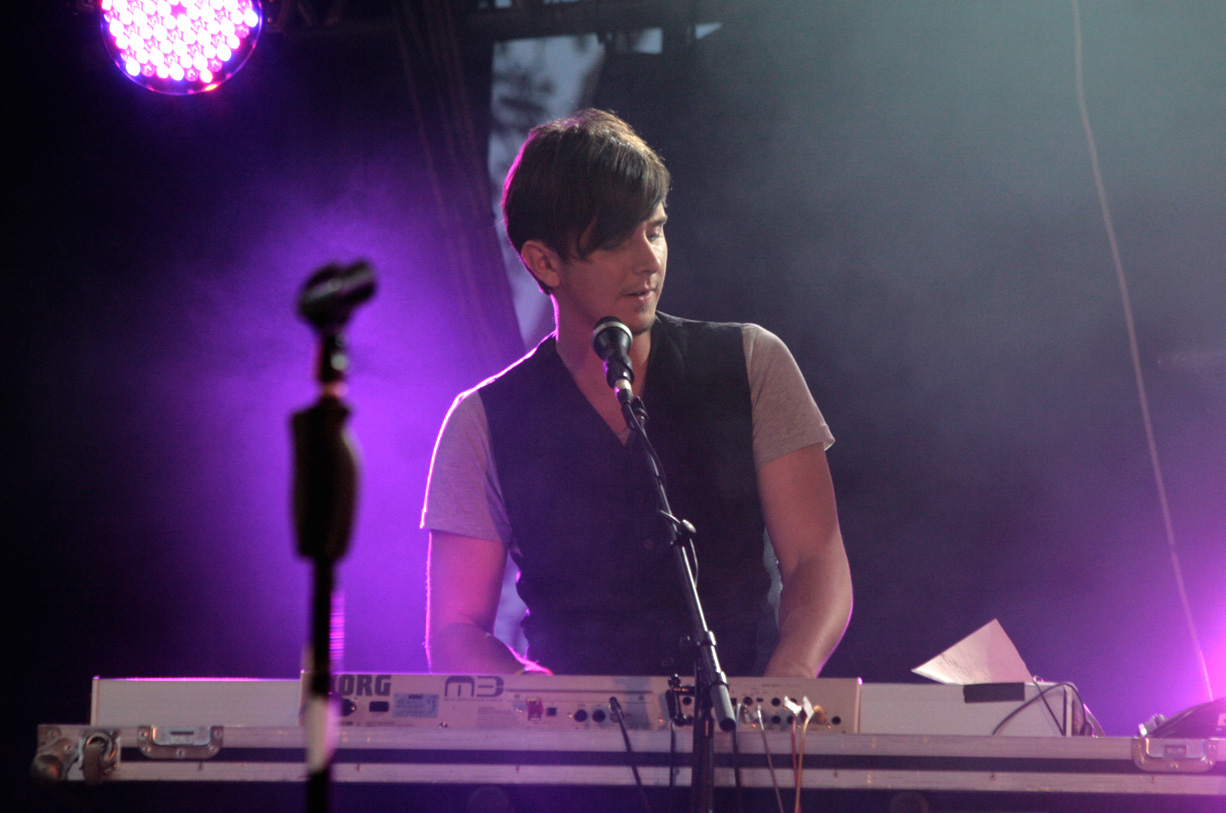
Piotr Szwarczewski
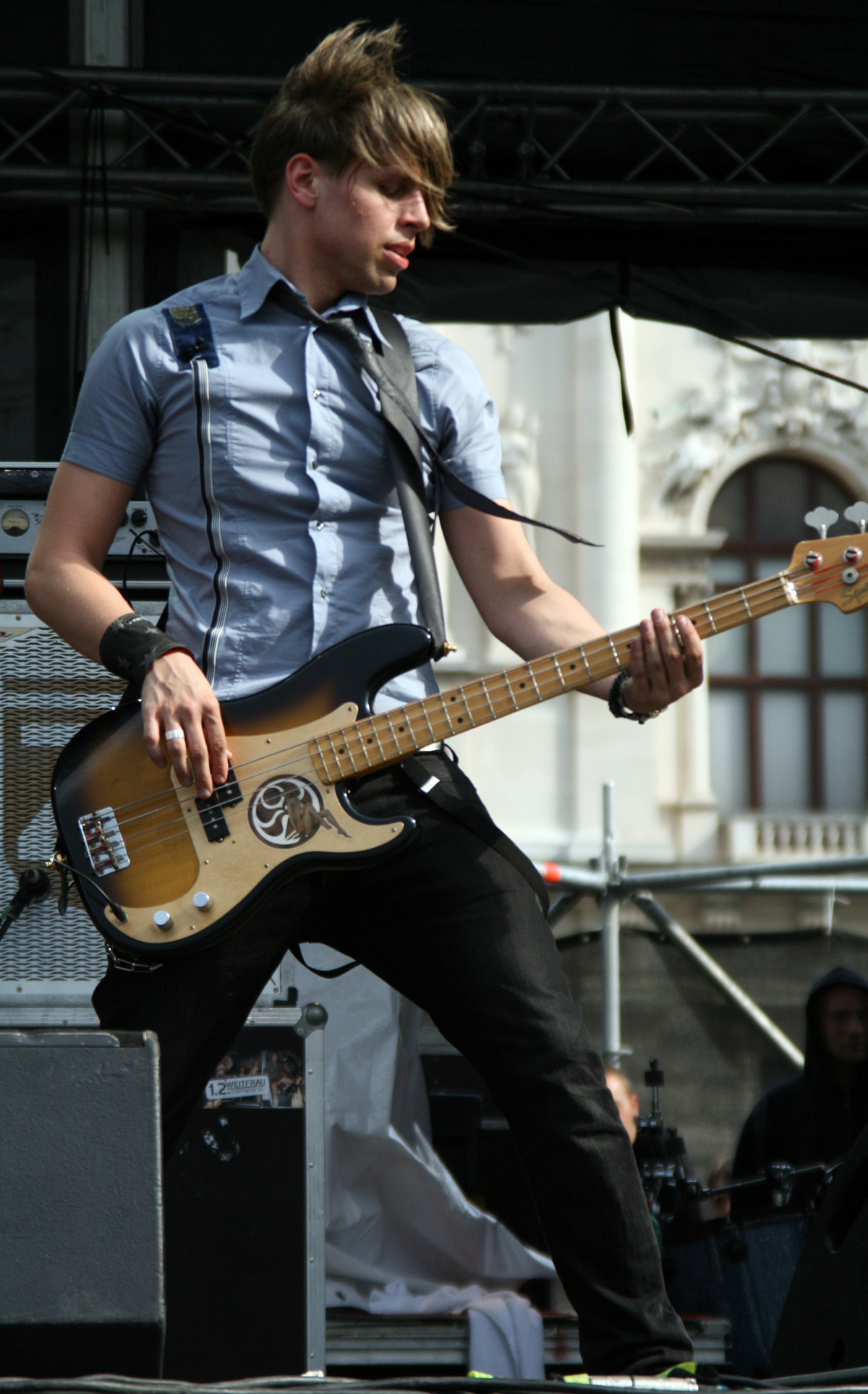
Lex Machat
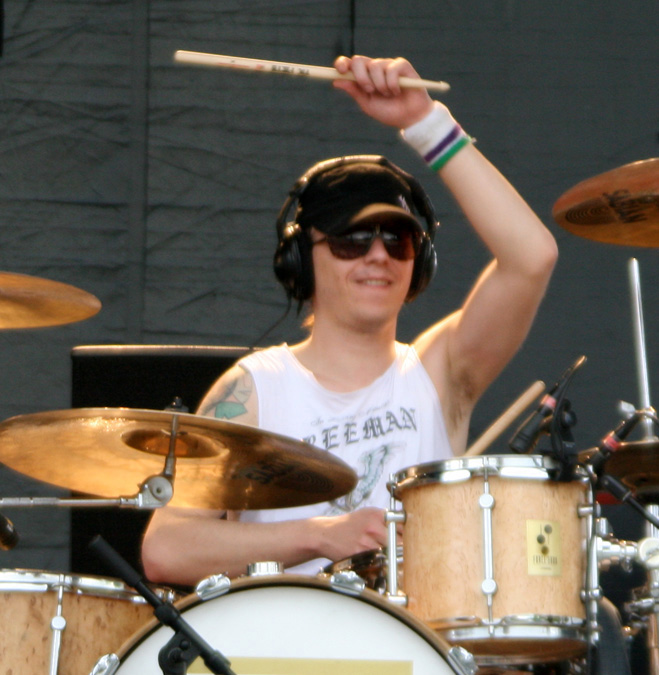
Markus Gradischnig (bis 2012)

## Diskografie

### Alben
- 2005: Erstkontakt
- 2008: Rückendeckung
- 2010: Date Me
- 2013: 10

### EPs
- 2009: Erinner dich

### Singles
- 2005: Vielleichter
- 2005: Schnitt
- 2007: Alles dreht sich
- 2007: Intensiv
- 2008: Dicke Weiber und Roulette
- 2008: Mach dich stark
- 2009: Wellenreiter
- 2010: Clubkultur
- 2012: Love Baby, Love
- 2013: Ein Funkeln
- 2013: Perfekt